# Josep Pàmies Breu
Josep Pàmies Breu   (Balaguer, 1948) és un pagès i curandero català que practica la pseudociència i que és conegut per la seva defensa de remeis naturals com l'estèvia, la solució mineral mestra (MMS) o el cànnabis per a curar malalties diverses i patologies greus. És contrari a les vacunes i s'oposa a la creació i comercialització d'aliments transgènics. També afirma que el VIH i l'hepatitis C no existeixen.
Pàmies va ser el pioner a conrear i vendre l'estèvia, i va ser perseguit per vendre-la. Amb el temps, l'estèvia s'ha consolidat arreu del món com una alternativa al sucre blanc i per les seves propietats mèdiques contra la diabetis i la hipertensió, així com amb l'Artemisia annua per a combatre la malària.
Més endavant, el departament de Salut de la Generalitat de Catalunya el va sancionar amb dos expedients per la venda de productes des del seu lloc web: un de 30.000 euros per una preparació de plantes destinada a la cura del càncer i la leucèmia, i l'altre de 90.000 euros per la venda de clorit de sodi (MMS) per a l'autisme. L'octubre de 2018 el mateix departament li va trametre una altra multa de 600.000 per una conferència sobre l'MMS que va tenir lloc a Balaguer el 14 d'octubre del mateix any. El febrer de 2019 en va trametre una altra per un acte a Argentona del desembre anterior en què van participar Pep Riera i Teresa Forcades i van criticar el que consideren una «persecució» a Pàmies. El 2024, altre cop el departament de salut de la Generalitat de Catalunya va multar Pàmies amb 1,2 milions d'euros per promoure el clorit de sodi amb fins medicinals per a tractar l'autisme.